# Extensão de Galois
Em álgebra abstrata, uma extensão de corpo algébrica E/K se diz extensão de Galois (ou extensión galoisiana) se é uma extensão normal e separável. Neste caso, se pode considerar o grupo de Galois da extensão e sobre ele é válida a tese do Teorema Fundamental da Teoria de Galois.

## Definição
Seja a extensão E sobre um corpo básico K (E/K).
- Por ser normal, E é o corpo de decomposição de um polinômio com coeficientes em K; ou, equivalentemente, as K-imersões de E em um corpo algebricamente fechado que contenha K são automorfismos de E sobre K.
- Por ser separável, este polinômio decompõe-se completamente em raízes simples.

## Grupo de Galois
Sobre uma extensão de Galois E/K, se define o grupo de Galois Gal(E/K) como o grupo dos automorfismos de E sobre K. Por ser E/K normal, toda K-imersão entre E e Ω é um automorfismo e se tem:
{\displaystyle Gal(E/K)=Aut_{K}(E)=\lbrace \sigma :E\rightarrow {\bar {K}}:\sigma {\mbox{ }}K-{\mbox{imersao}}\rbrace }
sendo o cardinal do grupo {\displaystyle |Gal(E/K)|=|Aut_{K}(E)|=\lbrack E:K\rbrack }.

## Exemplos e contra-exemplos
- A extensão {\displaystyle \mathbb {Q} ({\sqrt[{3}]{2}})/\mathbb {Q} \,} não é de Galois; esta extensão não é normal.
- Para qualquer número primo p, seja {\displaystyle \zeta _{p}} uma raiz primitiva p-ésima da unidade. Então a extensão {\displaystyle \mathbb {Q} ({\sqrt[{p}]{2}},\zeta _{p})} é uma extensão de Galois. Esta extensão é o corpo de decomposição do polinômio p(x) = xp − 2.